# 海洋環境保全推進月間
海洋環境保全推進月間（かいようかんきょうほぜんすいしんげっかん）とは、日本で海洋環境保全思想の普及と海上環境関係法令の周知徹底を図るための啓発月間。毎年6月。現在の期間と名称で実施されているのは2007年（平成19年）からである。海上保安庁が実施している。
海洋環境保全に関する啓発活動は従来海の旬間を中心に実施されていたが、1975年（昭和50年）に外国船籍に対する事故防止指導強化を目的とした「漏油事故防止推進期間」が11月17日～11月23日に設定された。
以後も時期を変えながら「漏油事故防止推進期間」として臨船検査や実施調査を行っており、1978年（昭和53年）には海の旬間と合わせて年2回の実施が行われた。
この活動は1981年（昭和56年）に「船舶漏油事故防止推進週間」と改称され、海洋汚染防止法の改正を受け1983年（昭和58年）に「船舶漏油事故防止推進旬間」として拡大実施された。
その後、1984年（昭和59年）からは環境庁（現環境省）主催の環境週間（平成3年度からは環境月間）の期間に合わせる形で「海洋汚染防止推進週間」として6月に実施され、1994年（平成6年）まで実施。そして、1995年（平成7年）に「海洋環境保全推進週間」に改称するとともに、環境の日を基準とした6月5日～6月11日と定められ、翌1996年（平成8年）には11月1日～11月7日の一週間も「海洋環境保全推進週間」とすることとされた。それぞれ「6月期」「11月期」と呼んで区別していた。
2007年（平成19年）からは、より効果的に海洋環境保全思想の普及を行うため、環境月間と同じ6月の一月間を「海洋環境保全推進月間」とすることとなった。